# Apomys gracilirostris
{{#ifeq:0|0|{{#if:|{{#if:Apomysgracilirostris|[[]}}|}}}}
Apomys gracilirostris — вид гризунів родини мишевих (Muridae) з роду Apomys. Зустрічається тільки на Філіппінах. Його природне місце існування — субтропічні або тропічні вологі гірські ліси. Це велика миша з великими ногами, довгим хвостом і подовженою мордою, яка морфологічно унікальна в своєму роду. Він покритий м'яким хутром, яке переважно темно-коричневого кольору. На підставі генетичної та морфологічної схожості вважається, що її найближчим родичем є Apomys datae.

## Опис
Шерсть м'яка і гладка. Волоски спинного хутра біля кореня світло-сірі, а на кінчику темно-коричневі. Між нормальними волосками багато чорних тактильних волосків. Через це хутро на спині виглядає темно-коричневим, хоча нещодавно спіймані тварини мають темний синьо-зелений відтінок. Деякі тварини темніші по середній лінії спини, і всі мають світліший колір на боках. Колір черевної шерсті різний у різних тварин: у одних вона жовто-коричневого кольору, у інших трохи світліша, ніж хутро на спині, у третіх є сірі волоски з коричневими або сріблястими кінчиками черевної шерсті, і, нарешті, у деяких тварин взагалі немає різниці між спинним і черевним хутром.
Хвіст зазвичай рівного темного кольору, але у деяких тварин черевний бік дещо темніший. У деяких тварин хвіст закінчується білим кінчиком довжиною від 2 до 10 мм. Хвіст має чотирнадцять лусочок на сантиметр. Довгі темні задні лапи закінчуються довгими кігтями (близько 4 мм). Кігті на передніх лапах мають довжину близько 3 мм.

## Спосіб життя
Мешкає в первинних лісах і бамбукових лісах на висоті від 1255 до 1900 метрів над рівнем моря. Це наземний і нічний вид. Харчується на землі або зрідка на деревах м’якими безхребетними.